# Cliona duvernoysii
Cliona duvernoysii är en svampdjursart som först beskrevs av Duchassaing och Giovanni Michelotti 1864.  Cliona duvernoysii ingår i släktet Cliona och familjen borrsvampar.
Artens utbredningsområde är havet kring Guadeloupe och Martinique. Inga underarter finns listade i Catalogue of Life.